# Kuhalur
Kuhalur é uma panchayat (vila) no distrito de Erode, no estado indiano de Tamil Nadu.

## Demografia
Segundo o censo de 2001,  Kuhalur  tinha uma população de 11,682 habitantes. Os indivíduos do sexo masculino constituem 50% da população e os do sexo feminino 50%. Kuhalur tem uma taxa de literacia de 50%, inferior à média nacional de 59.5%: a literacia no sexo masculino é de 60% e no sexo feminino é de 41%. Em Kuhalur, 9% da população está abaixo dos 6 anos de idade.